# Rotstergaast
Rotstergaast is een dorp in de gemeente De Friese Meren in de Nederlandse provincie Friesland. Rotstergaast ligt tussen Wolvega en het Tjeukemeer, ten noorden van de Tjonger en de Broeresloot.
In 2023 telde het dorp 175 inwoners. Het dorp bestaat uit verspreide huizen in een relatief groot buitengebied. De plaats heeft geen bebouwde kom, hoewel de bebouwing op twee plaatsen enigszins verdicht is. Het dorp wordt ook wel kortweg (De) Gaast (Fries: De Gaest) genoemd. 

## Geschiedenis
Het dorp is ontstaan als streekdorp op een zandrug bij de Tjonger. Vanaf de 14e eeuw werd de plaats vermeld als Rutnergast, Gast en Rotster Gaest. De plaats verwijst naar hoger gelegen land dat bij Rottum hoorde.
In 1315 werd vermeld dat in Rotstergaast twee kapellen stonden. Eentje daarvan werd tot kerk gemaakt. Deze kerk was in 1718 komen te vervallen en is later afgebroken. In 1722 is er sprake dat op het kerkhof, gelegen op een heuveltje, een van de klokkenstoelen in Friesland staat. De klokkenstoel is een rijksmonument en werd in 1976 flink gerestaureerd. In 1928 werd een kapelkerk bij het kerkhof gebouwd.
Na het afbreken van de kerk en het uitdunnen van bevolking in Snakkerburen, het oostelijke deel, werd dit deel van Rotstergaast als een buurtschap van Rottum beschouwd. Het westelijke deel van Rotstergaast werd geduid als Westergaast, of Kleine Gaast.
Uiteindelijk kreeg de plaats op het einde van de 19e eeuw weer de dorpsstatus. Na een tijdje werd de buurt Snakkerburen bij het dorpsgebied gevoegd.
Tot 1934 behoorde Rotstergaast tot de gemeente Schoterland, waarna het onderdeel werd van de gemeente Haskerland. In 1984 ging het over naar de nieuwe Skarsterlân en deze ging in 2014 over in de gemeente De Friese Meren.

## Natuur
In het noordwestelijk deel van het dorpsgebied liggen de scharrenlanden in De Groote Sint Johannesgasterveenpolder en het natuurreservaat Easterskar.

## Voorzieningen
Het dorpshuis is gevestigd in het voormalige kerkgebouw. Daarnaast is er een streekwinkel.

## Veer
Bij Rotstergaast kan men met een fiets- en voetveer over de Tjonger naar Oldelamer en natuurgebied Brandemeer.